# Suite fantastique (Foulds)
De Suite fantastique is een compositie van John Foulds.
De suite is geëxtraheerd uit de toneelmuziek die Foulds schreef voor de komedie Debarau geleid door Sacha Guitry. Debarau gaat over Jean-Gaspard Debarau, een Franse acteur en mimespeler. Het was te zien in zowel Frankrijk, Engeland en de Verenigde Staten. Het bereikte in 1921 het Ambassador's Theatre in Londen en werd daar uitgevoerd onder begeleiding van Foulds’ muziek. Foulds droeg het werk op aan Robert Loraine (acteur/manager) en bewerkte zijn muziek naar een vierdelig suite:
- Pierrette and Pierrot (een bewerking van Foulds’ eigen Fantasie nach Heine voor viool en piano van dertig jaar eerder); karakterschets
- Chanson plaintive (klaaglied) over Pierrorts treurige leven
- The wayside cross, een tipje van de sluier gelicht, wie Pierrot werkelijk is
- Carnival procession, een naderende mars.

De muziek balanceert op de grens van lichte muziek en klassieke muziek. Het toneelstuk ging in première op 3 november 1921 met een debuut van Ivor Novello, de vertaling werd geleverd door Harley Granville Barker.
Orkestratie:
- 1 dwarsfluit, 1 piccolo, 2 hobo’s, 2 klarinetten, 2 fagotten
- 4 hoorns, 2 trompetten, 3 trombones, 1 tuba
- pauken, percussie (xylofoon, triangel, tamboerijn, bekkens, grote trom)
- violen, altviolen, celli, contrabassen